# Глазгоу (Вирџинија)
Глазгоу (енгл. Glasgow) град је у америчкој савезној држави Вирџинија. По попису становништва из 2010. у њему је живело 1.133 становника.

## Демографија
Према попису становништва из 2010. у граду је живело 1.133 становника, што је 87 (8,3%) становника више него 2000. године.
| Група             | 2000.       | 2010.       |
| Белци             | 837 (80,0%) | 923 (81,5%) |
| Афроамериканци    | 169 (16,2%) | 153 (13,5%) |
| Азијати           | 4 (0,4%)    | 3 (0,3%)    |
| Хиспаноамериканци | 6 (0,6%)    | 34 (3,0%)   |
| Укупно            | 1.046       | 1.133       |